# 朝倉秀実
朝倉 秀実（あさくら ひでみ、1953年 - ）は、日本の政治家。自由民主党所属。大阪府議会議員（6期）、大阪府議会議長を歴任。旭日小綬章受章者。

## 来歴
大阪市立舎利寺小学校、大阪市立生野中学校、桃山学院高等学校、神戸大学法学部卒業。生野区青少年指導員、住友電気工業に就職し秘書課長を務めた。
1995年 大阪府議会議員に初当選。自民党府議団幹事長、第105代大阪府議会議長、府議会教育常任委員、自由民主党大阪府支部連合会組織委員長を歴任。

## 政策・主張
- 2013年の府議会で「大阪府の警察官、教員、職員の給与が削減されている状況では優秀な人材が確保できない。府民のために、警察官、教員、職員の処遇を見直すべき時ではないか」と、質した。当時の小西禎一副知事は「職員採用にすでに影響が出ている、これからも優秀な人材が大阪に集まるよう、それぞれの処遇を見直すべきであると考える」と答弁した[3]。

## 選挙歴
- 1995年4月 大阪府議会議員選挙 大阪市生野区選挙区 (定数2) で2位初当選[4]
- 1999年4月 大阪府議会議員選挙 大阪市生野区選挙区 (定数2) で1位当選 (再選)[5]
- 2003年4月 大阪府議会議員選挙 大阪市生野区選挙区 (定数2) で1位当選(3選)[6]
- 2007年4月 大阪府議会議員選挙 大阪市生野区選挙区 (定数2) で1位当選(4選)[7]
- 2011年4月 大阪府議会議員選挙 大阪市生野区選挙区 (定数2) で1位当選(5選)[8]
- 2015年4月 大阪府議会議員選挙 大阪市生野区選挙区 (定数1) で当選(6選)[9]

## 栄典
- 2023年11月 令和5年秋の叙勲で旭日小綬章を受章[2]